# Clusia cochlanthera
Clusia cochlanthera är en tvåhjärtbladig växtart som beskrevs av Engl. Clusia cochlanthera ingår i släktet Clusia och familjen Clusiaceae. Inga underarter finns listade i Catalogue of Life.